# Kazachstania solicola
Kazachstania solicola är en svampart som beskrevs av F.Y. Bai & Z.W. Wu 2005. Kazachstania solicola ingår i släktet Kazachstania och familjen Saccharomycetaceae.   Inga underarter finns listade i Catalogue of Life.